# Michael Stäuble
Michael Stäuble (* 30. Dezember 1958 in Schaffhausen) ist ein Schweizer Sportjournalist, Sportreporter und Fernsehredaktor.
Stäuble arbeitet seit 1989 beim Schweizer Fernsehen, wo er als Redaktor und Kommentator verschiedener Sportübertragungen tätig ist. Von 1993 bis 2021 kommentierte er die Formel-1-Rennen, teilweise mit Sébastien Buemi oder Marc Surer als Co-Kommentator. Nach den Rennen kürte er jeweils einen «Man of the Race» in seinen Artikeln beim Schweizer Fernsehen. Im Winter betreut er hauptsächlich die Sportarten Ski Alpin, Skispringen und Curling.

## Buch
- Die Sauber-Formel. Peter Sauber und der Automobil-Rennsport. Fotos von Jimmy Froidevaux und Daniel Reinhard. Meier, Schaffhausen 2004, ISBN 3-85801-127-4